# Huskvarnaån
Huskvarnaån ist ein schwedischer Fluss, der auf dem Gebiet der Gemeinden Nässjö und Jönköping mit einem Einzugsgebiet von insgesamt 664 km² verläuft.

## Geografie
Der Fluss bezieht sein Wasser aus mehreren Seen rund um Nässjö im Südschwedischen Hochland und sucht sich seinen Weg vom Seengebiet nördlich Nässjö über den Ryssbysjön und den Stensjön vorbei an Huskvarna, von dem er seinen Namen hat, weiter zum Vättern als einer von dessen wichtigsten Zuflüssen.
Im Fluss und den Seen, die er durchfließt, gibt es reiche Fischbestände und die Gegend hat große Bedeutung als Laichgebiet, da die Verunreinigungen und die Versauerung gering sind. Es gibt unter anderen Fischadler, Prachttaucher und Ohrentaucher; die Gegend dient als Rastplatz für Wat- und Wasservögel.
Wie bei den meisten Wasserfällen entstand am Huskvarnafallet Industrie. Zu nennen ist an erster Stelle eine Gießerei namens Ebbes bruk, später hieß sie Ebe-verken. An ihrer Stelle stehen heute Wohnhäuser. Am unteren Ende (wie zuvor Ebbes Bruk) liegt mit einem eigenen Kraftwerk Husqvarna AB. Von diesem Kraftwerk in Stampaplan (ein Bereich in Huskvarna) fließt der Fluss in Windungen in einem drei Kilometer langen Lauf in den Vättern. Hinter Smedbyn nimmt das Wasser des Lillån auf und zieht sich hin bis zum Kovasjön, der früher als Eislaufbahn genutzt wurde. Er fließt vorbei an Rumlaborg, einem mittelalterlichen Ort mit gut erhaltenen Stadtmauern, und fließt über alte und neue Wege zum Vättern. Er biegt ab Richtung Osten, folgt parallel dem Vätternufer und bildet so eine schmale Halbinsel, die als Badeplatz für Huskvarna dient. Hier sind historisch interessante Bootshäuser zu besichtigen und der Weg endet am Badeplatz Oset, wo der Fluss bei der alten Eisenbahnbrücke der Gripenbergsbanan in den See mündet, die nun Teil des Radweges nach Jönköping ist.

## Huskvarnafallet
Bei Stensholm oberhalb Huskvarna bildet der Fluss einen mächtigen Wasserfall, den Huskvarnafallet. Nur an speziellen Tagen kann man die Wassermassen nach unten durch die tiefe Schlucht rauschen sehen. Normalerweise fließt das Wasser verrohrt bis zum Huskvarna-Kraftwerk. Der Höhenunterschied beträgt 116 Meter und zählt damit zu den höchsten für Wasserkraftwerke in Schweden. Unterhalb Smedbyn ist leicht der unterste Teil des Falls zu erreichen, Slipstensfallet genannt. Oder man nimmt den Fußweg und die Treppen bis zur berühmten „Touristenbrücke“, die auch vom Ådalsvägen erreicht werden kann.
In der Schlucht des Huskvarnaån gibt es eine Reihe von Gletschertöpfen, die postglazialen Ursprungs sein sollen. Der größte hat einen Durchmesser 3,4 Meter. Der Jutafall weist mehrere kleinere auf und unterhalb der Touristenbrücke und beim 21 Meter hohen Slipstensfall gibt es ein Dutzend. Nicht zuletzt deshalb zählt der Huskvarnafall zum schwedischen Reichsinteresse, ebenso wie der Flusslauf zwischen mit 2390 ha zwischen Ryssbysjön und Stensjön.